# Poetenes Evangelium (альбом)
Poetenes Evangelium (укр. «Євангеліє від поета») — студійний альбом, що відкриває сольную дискографію Мортена Гаркета, виданий у 1993 році додатком до збірки віршів відомих норвезьких поетів на тему Євангелія, серед яких були твори у тому числі і друга та однодумця Мортена, поета, відомого не тільки на території Норвегії, але й за її межами, — Говарда Рема. Усі пісні альбому виконано норвезькою мовою. Композитор: O. Varkoy, аранжувальник: K. Bjerkestrand.

## Список композицій
1. «Natten»
2. «Hymne til Josef»
3. «Salome»
4. «Elisabet synger ved Johannes doperens dod»
5. «Fra templet»
6. «Hvor krybben stod»
7. «Rytteren»
8. «Sviket»
9. «Paaske»
10. «Den fremmede»
11. «Den fremmede taler til mennesket»
12. «Engelen»